# نیکولای میهایلوف
نیکولای میهایلوف (بلغاری: Николай Бориславов Михайлов؛ زادهٔ ۲۸ ژوئن ۱۹۸۸) بازیکن فوتبال اهل بلغارستان است.
از باشگاه‌هایی که در آن بازی کرده‌است می‌توان به باشگاه فوتبال لفسکی صوفیه، باشگاه فوتبال توئنته، باشگاه فوتبال لیورپول، باشگاه فوتبال هلاس ورونا، و باشگاه فوتبال مرسین اشاره کرد.
وی همچنین در تیم‌های ملی فوتبال زیر ۲۱ سال بلغارستان و بلغارستان بازی کرده‌است.